# 時潮豊
時潮 豊（ときしお ゆたか、1948年5月27日 - ）は、熊本県熊本市出身（出生地は山口県下関市）で時津風部屋に所属した元力士。本名は宮本 豊、最高位は東幕下筆頭。

## 経歴
1963年11月場所初土俵を踏む。入門から6年間経った1970年3月場所で幕下に昇進。1場所で三段目に落ちたが同年9月場所で再び幕下に上がってから幕下に定着した。1973年1月場所で幕下優勝して翌3月場所は東幕下4枚目まで躍進し、5勝2敗の成績を収めたが、翌場所の新十両は見送られた。5月場所の十両は東十両13枚目までで西十両は欠員となり、定員は1人少ない25名になった。5月場所は西幕下筆頭（東幕下筆頭は西幕下27枚目で7戦全勝の修羅王）に上がった。ここでも4勝3敗と勝ち越したが、翌場所の十両昇進は見送られた。7月場所、東幕下筆頭で負け越してから幕下1ケタに戻ることはなく幕下で取り続け十両昇進を果たすことなく1977年3月場所限りで廃業した。
廃業後は山口県で解体工を営んだ。
父は旧荒汐部屋幕下の汐昇、息子は元九重部屋三段目力士の千代秋豊。

## その他
上記の通り幕下4枚目で5勝2敗の成績ながら十両昇進は見送り、本人も上がれると思っただけに大変悔しい思いをした。

## 戦績
- 生涯成績：285勝275敗（81場所）

## 各段優勝
- 幕下優勝1回（1973年1月場所）

## 改名歴
- 宮本 豊 （みやもと ゆたか）1963年11月場所-1966年3月場所
- 陸王 豊 （むつおう - ）1966年5月場所-1967年1月場所
- 時潮 豊 （ときしお - ）1967年3月場所-1973年11月場所
- 宮本 豊 （みやもと - ）1974年1月場所-1974年5月場所
- 時潮 豊 （ときしお - ）1974年7月場所-1977年3月場所